# جونگ بو-کیونگ (جودوکار، زاده ۱۹۹۱)
جونگ بو-کیونگ (انگلیسی: Jeong Bo-kyeong؛ زادهٔ ۱۷ آوریل ۱۹۹۱) جودوکار اهل کره جنوبی است.
وی در مسابقات کشوری و بین‌المللی در مجموع برندهٔ ۱ مدال نقره، ۱ مدال برنز شده‌است.